# Сельцо (Октябрьское сельское поселение)
В том числе в Рыбинском районе есть ещё одна деревня Сельцо, но в Назаровском сельском поселении
Сельцо́ — деревня Ломовского сельского округа в Октябрьском сельском поселении Рыбинского района Ярославской области .
Деревня расположена в окружении лесов на левом, восточном берегу реки Языковка примерно в 1 км от её истока, с юго-западной стороны, на удалении около 2 км от железной дороги Ярославль—Рыбинск и стояшей по другую сторону дороги деревни Пиняги, или примерно в 2,5 км к югу от платформы Пиняги. Выше по течению Языковки, на полпути к деревне Пиняги стоит деревня Вандышево. Перечисленные деревни крайние в западном направлении, деревни Октябрьского сельского поселения, к западу и югу от них — Волжское сельское поселение. Ниже Сельца по течению примерно в 1 км стоит деревня Михеевка, относящаяся к Волжскому сельскому поселению. От деревни Пиняги на Вандышево и далее вдоль реки Языковки проходит просёлочная дорога .
Деревня Сельцо указана на плане Генерального межевания Рыбинского уезда 1792 года.
На 1 января 2007 года в деревне не числилось постоянных жителей . Почтовое отделение, находящееся в посёлке Лом, обслуживает в деревне Сельцо 3 дома .